# Marcelo Elizaga
Marcelo Ramón Elizaga Ferrero (Morón, Provincia de Buenos Aires, Argentina, 19 de abril de 1972) es un exfutbolista argentino nacionalizado ecuatoriano. Jugaba de portero.
Debutó como futbolista profesional en el año 1992 en Nueva Chicago de su país natal y se retiró jugando para Deportivo Quito del fútbol ecuatoriano en el año 2012 en su vigésimo año de carrera profesional.
Representó a la selección de fútbol de Ecuador disputando competencias internacionales como la Copa América y las Eliminatorias sudamericanas para la Copa Mundial, además de amistosos internacionales.
Fue premiado en gran cantidad de oportunidades por su desempeño en Emelec y la Selección de Ecuador. Además fue campeón de la Serie A de Ecuador con Deportivo Quito en 2011.

## Trayectoria
Comenzó jugando en los potreros de su tierra natal y a los 20 años se unió a las divisiones menores de Nueva Chicago. En 1996 el director técnico Hugo Zerr lo hizo debutar en el Nacional B, donde permaneció hasta 1999. Luego fue transferido al Club Atlético Lanús de la Primera División de Argentina. En el 2000 pasó a jugar a Quilmes, que disputaba Torneo Nacional B, donde logró ascender a Primera División. En el 2004 tuvo una lesión en los meniscos y estuvo un tiempo alejado de las canchas.
En el 2005 se fue contratado por el Club Sport Emelec de Ecuador, donde se vuelve un jugador referente.

Todos los años que jugó en Emelec (del 2005 al 2010) fue elegido mejor arquero del campeonato, ya sea por distintas asociaciones, encuestas o programas deportivos. Además ha recibido la condecoración de mejor jugador del año, en el 2007 por la Asoguayas y en el 2009 por los Premios AER y por un diario.
Formando parte de Emelec, en el 2007, se nacionalizó como ciudadano ecuatoriano, por lo que posteriormente jugó en la Selección de Ecuador, donde varias veces se lo consideró figura y ha sido reconocido internacionalmente.
Con Emelec disputó un total de 221 partidos; 205 por campeonatos nacionales, 9 por Copa Libertadores y 7 por Copa Sudamericana.
El 2011 pasa a Deportivo Quito, siendo ese año campeón de la Serie A de Ecuador. Se retira del fútbol el 3 de junio del 2012, regresando a su natal Argentina actualmente radicado en ese país.

## Selección nacional
Ha sido internacional con la selección de fútbol de Ecuador en 20 ocasiones. Su debut en un torneo internacional oficial fue en la Copa América 2007 contra Brasil, con una muy destacada actuación, siendo la figura de Ecuador.
Se recuerda mucho también el partido de Ecuador contra Argentina, del 10 de junio de 2009, por las eliminatorias mundialistas, en donde fue considerado como la figura del encuentro, al taparle un penal a Carlos Tévez y hacer varias atajadas.

### Participaciones en Eliminatorias Mundialistas
| Años de las Eliminatorias | Rumbo al Mundial  | Resultado |
| ------------------------- | ----------------- | --------- |
| 2007 2008 2009            | Copa Mundial 2010 | 6.º Lugar |

### Participaciones en Copa América
| Copa América      | Sede      | Resultado    |
| ----------------- | --------- | ------------ |
| Copa América 2007 | Venezuela | Primera fase |
| Copa América 2011 | Argentina | Primera fase |

## Clubes
| Club            | País      | Año       |
| --------------- | --------- | --------- |
| Nueva Chicago   | Argentina | 1992-1998 |
| Lanús           | Argentina | 1998-2000 |
| Quilmes         | Argentina | 2000-2004 |
| Emelec          | Ecuador   | 2005-2010 |
| Deportivo Quito | Ecuador   | 2011-2012 |

## Palmarés

### Campeonatos

#### Campeonatos nacionales
| Título     | Torneo             | Club            | País    | Año  |
| ---------- | ------------------ | --------------- | ------- | ---- |
| Subcampeón | Serie A de Ecuador | Emelec          | Ecuador | 2006 |
| Subcampeón | Serie A de Ecuador | Emelec          | Ecuador | 2010 |
| Campeón    | Serie A de Ecuador | Deportivo Quito | Ecuador | 2011 |

#### Campeonatos locales
| Título  | Torneo         | Club   | Provincia | Año  |
| ------- | -------------- | ------ | --------- | ---- |
| Campeón | Copa Asoguayas | Emelec | Guayas    | 2008 |

#### Campeonatos internacionales amistosos
| Título  | Torneo                  | Club                 | País     | Año  |
| ------- | ----------------------- | -------------------- | -------- | ---- |
| Campeón | Copa del Pacífico       | Emelec               | Ecuador  | 2010 |
| Campeón | Copa Municipal La Ceiba | Selección de Ecuador | Honduras | 2011 |

### Distinciones individuales
| Distinción                                         | Premiado por                   | Club   | Año  |
| -------------------------------------------------- | ------------------------------ | ------ | ---- |
| Mejor Arquero de la Serie A de Ecuador             | Premios AER                    | Emelec | 2005 |
| Mejor Arquero de la Serie A de Ecuador             | Premios AER                    | Emelec | 2006 |
| Mejor Jugador Nacional                             | Asoguayas                      | Emelec | 2007 |
| Mejor Arquero de la Serie A de Ecuador             | Premios AER                    | Emelec | 2007 |
| Mejor Arquero de Ecuador                           | "Los Protagonistas" de Gama TV | Emelec | 2008 |
| Mejor Arquero de la Serie A de Ecuador             | Premios AER                    | Emelec | 2009 |
| "Galardón Spencer de Oro" al mejor jugador del año | Premios AER                    | Emelec | 2009 |
| Mejor Jugador de la Serie A de Ecuador             | Diario El Universo             | Emelec | 2009 |
| Mejor Arquero de la Serie A de Ecuador             | Diario El Universo             | Emelec | 2010 |